# Fonelas
Fonelas é um município da Espanha na província de Granada, comunidade autónoma da Andaluzia, de área 96 km² com população de 1126 habitantes (2007) e densidade populacional de 12,11 hab/km².

## Demografia
| Variação demográfica do município entre 1991 e 2004 | Variação demográfica do município entre 1991 e 2004 | Variação demográfica do município entre 1991 e 2004 | Variação demográfica do município entre 1991 e 2004 |
| --------------------------------------------------- | --------------------------------------------------- | --------------------------------------------------- | --------------------------------------------------- |
| 1991                                                | 1996                                                | 2001                                                | 2004                                                |
| 1 405                                               | 1 306                                               | 1 150                                               | 1 165                                               |